# Phoradendron holoxanthum
Phoradendron holoxanthum är en sandelträdsväxtart som beskrevs av August Wilhelm Eichler. Phoradendron holoxanthum ingår i släktet Phoradendron och familjen sandelträdsväxter. Inga underarter finns listade i Catalogue of Life.